# Nelmarie Cruz
Nelmarie Cruz Santiago (3 giugno 1996) è una pallavolista portoricana, schiacciatrice delle Mets de Guaynabo.

## Carriera

### Club
La carriera di Nelmarie Cruz inizia nei tornei scolastici portoricani, giocando per il Colegio Valvanera. In seguito si trasferisce per motivi accademici negli Stati Uniti d'America, dove gioca per il Monroe College in NJCAA Division III per un anno.
Al rientro a Porto Rico inizia la carriera professionistica disputando la Liga de Voleibol Superior Femenino 2016 con le Leonas de Ponce, dove rimane per due annate. Dopo la cancellazione del campionato portoricano nel 2018, torna in campo nella Liga de Voleibol Superior Femenino 2019, quando si accasa nelle Criollas de Caguas, con cui si aggiudica lo scudetto, prima di approdare nell'edizione successiva del torneo alle Changas de Naranjito.
Rientra in forza alle Leonas de Ponce nella Liga de Voleibol Superior Femenino 2021. In seguito alla mancata iscrizione della sua franchigia, resta inattiva per una stagione, tornando in campo nella Liga de Voleibol Superior Femenino 2023, sempre con le Leonas de Ponce. Nell'edizione seguente del torneo indossa invece la casacca delle Mets de Guaynabo.

### Nazionale
Fa il suo esordio nella nazionale portoricana in occasione della NORCECA Final Six 2021, chiusa al sesto e ultimo posto.

## Palmarès

### Club
- Campionato portoricano: 1

2019